# Igliano
Igliano är en ort och kommun i provinsen Cuneo i regionen Piemonte i Italien. Kommunen hade 65 invånare (2018).